# 華陽龍科
華陽龍科（學名：Huayangosauridae）是裝甲亞目劍龍亞目的一科，生存於侏儸紀早期到中期，化石已在中國、英國等地發現。華陽龍科是群小型、原始的劍龍類恐龍。頭顱骨短而高，具有眶前孔，前上頜骨具有牙齒。背部的骨板較小。前肢與後肢的長度相當。
華陽龍科包含：劍龍亞目中，較接近華陽龍，而離劍龍屬較遠的物種。

## 外部連結
- 華陽龍科的定義歷史